# Троицкий педагогический колледж
Троицкий педагогический колледж — государственное образовательное учреждение среднего профессионального образования, расположенное в городе Троицке Челябинской области.

## История

### Училище «Дарульмугаллимат»
В 1910—1912 гг. Гайния Яушева, жена купца Шарипа Яушева, и её сын Латиф Яушев учредили в Троицке Мусульманское пятиклассное женское училище. В 1915 г. губернские власти официально утвердили его устав.
Училище, известное как «Дарульмугаллимат», было аналогом полной женской гимназии с педагогическим классом и стало первым в истории России учебным заведением, получившим официальное разрешение правительства на подготовку дипломированных учительниц для мусульманских школ.
Семинарией заведовала известная просветительница Мухлиса Буби. Среди преподавателей был Ахмадхаджи Рахманкулов, а также выпускники университетов Турции и Германии.
В 1916 году в училище была издана «Программа обучения русскому языку в мусульманском пятиклассном женском училище», по которой работали многие учебные заведения в других городах России.

### Татаро-башкирский педагогический техникум
После Гражданской войны на базе училища «Дарульмугаллимат» был создан Троицкий татарский педагогический техникум им. Луначарского, одно из первых средне-специальных учебных заведений на Южном Урале. Техникум занимался подготовкой учителей татарских и башкирских национальных школ.
Позднее техникум переехал в бывшее здание мужской гимназии. В этом же здании находилась татаро-башкирская совпартшкола, со слушателями которой вели занятия преподаватели техникума. Прежнее здание заняла 7-летняя татарская школа, которую возглавляла выпускница «Дарульмугаллимата» Сю Газизова

### Русское дошкольное педагогическое училище
При татаро-башкирском техникуме были созданы курсы на русском языке, в 1932 году преобразованные в русский педагогический техникум, разместившийся в одном здании с татаро-башкирским. В 1935 году на базе русского техникума было открыто русское дошкольное педагогическое училище, которое готовило специалистов для детских садов.
В 1940 г., после прекращения выдачи стипендий учащимся средних специальных учебных заведений, численность учащихся в татаро-башкирском техникуме резко упала. С началом Великой Отечественной войны деятельность татаро-башкирского техникума была приостановлена, его имущество перешло в распоряжение русского дошкольного педагогического училища.
С 1998 года училище получило статус педагогического колледжа.

## Колледж сейчас
Выпускники училища работали и работают не только в детских садах Троицка, но и в других городах.
В колледже сложилась и на протяжении 12 лет действует система непрерывного педагогического образования: за 3,5—4 года его выпускники получают дальнейшее образование в рамках Магнитогорского университета. Преподавательский коллектив колледжа — это 63 педагога, большинство из которых аттестованы на первую и высшую категории, четыре кандидата педагогических наук, два преподавателя готовятся к защите диссертаций.
Более 50 преподавателей награждены грамотами Министерства образования и науки РФ, знаками «Почетный работник среднего профессионального образования РФ», «Отличник народного просвещения», грамотами Законодательного собрания и губернатора Челябинской области, а также корпоративной премией «За гуманизм и педмастерство».
В стенах педагогического колледжа работает большое количество различных спортивных секций, кружков, творческих центров.

## Специальности
- Дошкольное образование
- Специальное дошкольное образование
- Преподавание в начальных классах
- Коррекционная педагогика в начальном образовании